# KFC Uerdingen 05
KFC Uerdingen 05 – niemiecki klub piłkarski mający siedzibę w Uerdingen, dzielnicy miasta Krefeld, leżącego w Nadrenii Północnej-Westfalii. Klub gra obecnie w Regionallidze West.

## Historia
Powstał w 1905 roku jako FC Uerdingen 05. W 1953 stał się klubem zakładowym firmy Bayer i do 1995 nosił nazwę F.C. Bayer 05 Uerdingen.

## Historia herbu

1905-1953
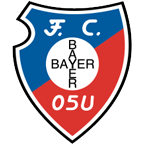
1953-1980
1980-1987
1987-1995
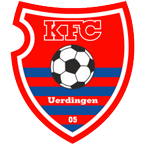
1995-1996
Od 1996

## Osiągnięcia
- Puchar Niemiec: 1985

## Europejskie puchary
Legenda do wszystkich tabel:
- Q – runda eliminacyjna, 1/16, 1/8, 1/4, 1/2 – odpowiednia faza rozgrywek, Grupa – runda grupowa, 1r gr – pierwsza runda grupowa, 2r gr – druga runda grupowa, F – finał, R – runda, PO – play-off
- k. – rzuty karne, los. – losowanie, Dogr. – dogrywka, w. – zasada bramek strzelonych na wyjeździe

| Sezon   | Rozgrywki                 | Runda | Przeciwnik      | Dom | Wyjazd | Ogólnie |
| ------- | ------------------------- | ----- | --------------- | --- | ------ | ------- |
| 1985/86 | Puchar Zdobywców Pucharów | 1R    | Żurrieq F.C.    | 9–0 | 3–0    | 12–0    |
| 1985/86 | Puchar Zdobywców Pucharów | 1/8   | Galatasaray SK  | 2–0 | 1–1    | 3–1     |
| 1985/86 | Puchar Zdobywców Pucharów | 1/4   | Dynamo Drezno   | 7–3 | 0–2    | 7–5     |
| 1985/86 | Puchar Zdobywców Pucharów | 1/2   | Atlético Madryt | 2–3 | 0–1    | 2–4     |
| 1986/87 | Puchar UEFA               | 1R    | Carl Zeiss Jena | 3–0 | 4–0    | 7–0     |
| 1986/87 | Puchar UEFA               | 2R    | Widzew Łódź     | 2–0 | 0–0    | 2–0     |
| 1986/87 | Puchar UEFA               | 3R    | FC Barcelona    | 0–2 | 0–2    | 0–4     |